# Приключение Конлы Красного
«Приключение Конлы (Красного)» (ирл. Echtra Condla, англ. The adventure of Conle) — древнеирландское сказание (эхтра).

## Содержание
Начало сказания более традиционно для ирландских диндсенхас, чем для повествования о героях: «Почему прозван Арт Одиноким? Не трудно сказать». Однажды Конла вместе со своим отцом Конном Ста Битв поднялся на холм Уснеха, где к нему подошла женщина в невиданном одеянии. На вопрос откуда она, женщина ответила, что явилась из Страны Живых, где нет ни горя, ни смерти, ни вражды, но все наслаждаются покоем и беспрестанным пиром, яства для которого не надо готовить. «В большом сиде обитаем мы и потому племенем сидов зовемся мы». Женщину видел лишь Конла, поэтому Конн спросил у сына, с кем тот разговаривает? В ответ женщина, оставаясь для спутников Конлы невидимой, ответила, так, что слова ее услышали все, что она юна и прекрасна, из благородного племени, коему не грозят ни смерть, ни старость, что она полюбила Конлу Красного и зовет его с собою на Равнину Блаженства, где правит победоносный король. Затем она снова обращается к Конле, также в стихах, и вновь зовет его с собой, обещая золотой венец.
Конн также в стихах призывает на помощь своего друида Корана, ибо противостоять столь могущественной силе ему со дня воцарения еще не приходилось. Друид спел такое сильное заклятье, что больше никто не слышал голоса женщины и Конла перестал ее видеть. Но перед уходом она дала Конле яблоко. «И целый месяц Кондла не ел и не пил ничего, ибо ничто не казалось ему вкусным с той поры, как он отведал этого яблока. Но, сколько ни съедал он его, оно не уменьшалось и оставалось цельным. Тоска охватила Кондлу по женщине, которую он один раз увидел».
Через месяц, придя с отцом на равнину Архоммин, Конла снова увидел женщину, и та запела ему, призывая отказаться от печальной участи всех смертных и прийти на призыв вечно-живущих, племени Тетры. Конн приказал снова позвать друида, но женщина пропела ему, что век друидов кончается, ибо из-за моря придет праведный муж, который даст новый закон их стране, рассеет чары друидов и низвергнет их лжеучение.
Конн удивился, что Конла больше не отзывается ни на какие речи, лишь повторяя: «Вот пришла эта женщина» и спросил, не проникли ему в сердце ее слова? И Конла ответил, что любит свой народ, но тоска по той женщине овладела им, а женщина запела снова, поощряя его страстное желание и звала в свою хрустальную ладью, что помчала бы их к сиду Победоносного, поведала, что есть иная, далекая страна, и хоть приближается ночь, они успеют ее достичь, и нет в этой стране иного племени, кроме женщин и дев.
И едва она смолкла, Конла прыгнул в ладью и вскоре та скрылась из виду и с тех пор больше никто не видел ни его, ни женщину, и не знает, что с ними сталось. И пока спутники Конлы стояли в раздумье, подошел Арт и Конн сказал, что отныне Арт стал одиноким, ибо у него больше нет брата. И друид добавил, что отныне он так и будет называться Артом Одиноким.

## История текста
«Приключение Конлы», вероятно, древнейшее из дошедших до нас ирландских сказаний. Рудольф Турнейзен показал, что оно входило в состав не сохранившейся рукописи VIII века, известной как Книга Друим Снехта и, следовательно, было записано в VII—VIII веках, а в устной традиции бытовало и ранее. Текст сохранился полностью в семи рукописях и фрагментарно еще в одной. Существуют две версии, одна представлена шестью, другая двумя манускриптами. Юлиус Покорный убедительно показал, что они восходят к одному архетипу, но не сделал никакого предположения о причинах их отличий. Ханс Оскамп считает единственное, существовавшее к началу 1970-х годов издание Покорного, основанное на обоих вариантах, ненадежным с точки зрения текстологии.
Текст редактировался трижды: Дж. О’Б. Кроу (1874), затем Ю. Покорным (1928) и в 1929 году Р. И. Бестом и О. Бёргином в их дипломатическом издании Книги Бурой Коровы. Кроу, Покорный и М. Диллон выпустили английские переводы.
Расхождения между двумя версиями встречаются на протяжении всего сказания, но все они второстепенны, кроме тех, что находятся в первых строках и в шестом разделе. По мнению Оскампа, первая версия сказания имеет задачей объяснить происхождение имени Арта, вторая — вписать рассказ в более широкий контекст предания о битвах Конна. Не удовлетворившись изданием Покорного, Оскамп дает собственное.

## Литературный анализ
Долгое время «Приключение Конлы» было предметом изучения только со стороны лингвистов. Первым литературным исследованием этого сказания стала опубликованная в 1974 году работа Ханса Оскампа. Анализ «Приключения» затрудняется тем обстоятельством, что исследователь имеет дело «с несколькими слоями письменной традиции»: впервые записанное христианскими монахами в VII или VIII веке, оно в дальнейшем, вплоть до 1564 и 1575 годов, неоднократно переписывалось, при том что под дошедшей до нас литературной поверхностью сказания «лежит устная традиция дохристианского происхождения». Современные исследователи не в состоянии выяснить, что было утрачено из первоначального текста или добавлено к нему и вынуждены ограничиться анализом варианта из манускрипта Gilla Commâin O Congalâin (ок. 1100).
Главным мотивом повествования Оскамп считает не путешествие Конлы в иной мир, а противопоставление этого мира с потусторонним, а смертных с бессмертными. Сам королевич играет в сказании второстепенную роль, «хотя автор обнаруживает способность описывать внутреннюю борьбу Конлы», и с современной точки зрения тот кажется главным героем. Тем не менее настоящим противником женщины из иного мира является друид Коран — консервативная сила, которая пытается помешать Конле достичь своей судьбы, то есть бессмертия; или точнее, который создает препятствие для смертного в его попытке обрести бессмертие. Алвин и Бринли Рисы также считают мужчин, подпавших под власть чар женщин из сида персонажами второстепенными и находят логичным, что рассказчик ставит основной целью повествования объяснение прозвища Арта. Рисы обнаруживают сходство такой иномирной возлюбленной с «небесной невестой», обучающей шамана. «Желая заполучить его для себя, она тоже готова помешать дальнейшему духовному развитию возлюбленного».
Описание Страны Живых как места, где нет ни греха, ни преступления, А. М. Е. Драк в своей «Религии кельтов» (1969) и Оскамп полагают переосмыслением со стороны христианского составителя Книги Друим Снехта древнего фольклорного мотива, первоначальный смысл которого к его времени уже забылся. Имя правителя этой страны — Боадах, что означает «победоносный король» (А. А. Смирнов так его и перевел, не считая именем собственным). При своем первом явлении женщина после описания мира и блаженства в Стране Живых сообщает Конле, что вечно юна и бессмертна, а затем использует «личный подход», признаваясь Конле в любви, что является кульминацией рассказа, «ибо любовь в мире смертных временна и несовершенна, но в сочетании
с бессмертием она становится вечной и совершенной».
При своем втором явлении женщина обращается к Конле не только от своего лица, но и от имени людей Тетры, которые оценили выдающиеся достоинства принца, наблюдая его храбрость и роль, которую он играет в собраниях своего народа. Решающее значение для выбора Конлы имеет последнее заявление незнакомки — о том, что в сиде Боадаха на Равнине Блаженства «нет людей, кроме женщин и девушек». По этому поводу Оскамп замечает, что «потусторонний мир почти во всех нехристианских религиях показывает одинаковую картину: прямую проекцию стремления человека к обильной еде, шелковым диванам и красивым девушкам».
Песни женщины из сида обладают четкой структурой, идя от общих характеристик к конкретным, от личного приглашения до приглашения группового и от описания блаженного бытия до явного обещания, что Конла примет в нем участие. В первый раз ей не удается увести Конлу из-за вмешательства друида, но возможности Корана не безграничны, и при втором явлении женщина заявляет Конну, что «друидизм не имеет больше значения». Яблоко, которое она дает Конле — наиболее частый «залог», который оставляют людям пришельцы из Иного Мира, и в данном случае это залог бессмертия, ожидающего Конлу. «Вечное яблоко — символ бессмертия; это связь Конлы с потусторонним миром, частью которого он уже является из-за того, что съел яблоко». Именно поэтому Конн нашел странным, что его сын ни с кем не заговорил, когда женщина снова явилась, ибо фактически Конла уже не принадлежал своей стране.
Относительно распространенного отождествления «праведника», упомянутого женщиной, со Святым Патриком у Оскампа нет уверенности, так как из текста сказания нидерландский исследователь делает вывод, что, сокрушив могущество друидов, тот низвергнет и «царскую власть в дохристианском смысле этого слова», тогда как в ирландской легендарной традиции нет упоминаний о том, чтобы Патрик сверг короля Коннахта.
Слова женщины об иной земле, которой они могут достигнуть до наступления ночи, Драк предложил истолковать как пример Betovering voor een elmaal, заклинания на двадцать четыре часа, которое встречается в ирландских сказаниях, но Оскамп предполагает, что скорее речь идет о заклинании, действующем в дневное время, тогда как яблоко «может представлять собой месячное заклинание, и то же самое относится к магии друида». Это могло бы объяснить, почему женщина хочет покинуть ирландский берег до захода солнца и желает достичь Страны Живых до темноты. Море в этой концепции мира — своего рода нейтральное пространство, по которому странствуют и смертные, и бессмертные, с той разницей, что Мананнан путешествует на колеснице, а Бран в лодке, и когда Бран со спутниками возвращается из Иного Мира в Ирландию Нехтан Мак Коллбрейн обращается в прах, только когда касается земли. Хрусталь или стекло в кельтской традиции также часто служит признаком вещи из Иного Мира, так у бриттов Остров Яблок (Авалон) еще именуется Стеклянным островом (Инис Витрин).
Относительно происхождения прозвища Арта Мак Конна Джеффри Китинг в своей «Истории Ирландии» приводит более прозаическое объяснение: Арт остался единственным сыном Конна после того как двое его братьев, Конла и Крионна, были убиты их дядей Эохайдом Фионом.

## Русские переводы
На русский язык текст был переведен А. А. Смирновым для сборника ирландских саг 1929 года под названием «Исчезновение Кондлы Прекрасного, сына Конда Ста Битв», при этом переводчик и публикатор сократил текст, выбросив христианские пассажи. Второе издание сборника вышло в 1933-м, третье в 1961 году. Второй перевод был опубликован С. В. Шабаловым в сборнике «Лики Ирландии». Составитель мотивировал его необходимость тем, что перевод Смирнова с ирландского был слишком адаптированным, сам же он перевел сказание с английского перевода, опубликованного в издании Jackson K. H. A Celtic miscellaney: Translations from the Celtic Literatures (L., 1971). Имя заглавного персонажа в новом переводе также было изменено, вместо Кондлы, вопреки правилу передавать ирландские имена собственные при помощи транслитерации, была использована англоязычная транскрипция (как и в случае с Конном, который у Смирнова Конд).

## Кондла и Гондла
Сказание о Конле было использовано Николаем Гумилёвым при создании драматической поэмы «Гондла». По словам поэта, в основание пьесы был «положен цикл легенд, приводимых Арбуа де Жубанвилем в ero «Истории кельтской литературы», rде говорится о горбатом принце Гондле или Кондле, жившем во втором веке от Рождества Христова в Ирланди и о его несчастиях и отъезде на Острова Блаженства в таинственной стеклянной ладье» («Заметки о "Гондле"»).
В переводе Арбуа де Жюбенвиля сказание называется «Путешествие Кондлы Горбатого, сына Конда Равного Ста Воителям» (Voyage de Condlé le Bossu, fils de Cond Egal-À-Cent-Guerriers). Фердинанд Лот предложил заменить прилагаемый к Кондле в издании Виндиша эпитет caim («неправильный», «кривой») на cain («красивый», «прекрасный»), но Арбуа де Жюбенвиль на страницах Revue Celtique (T. XXI, 1907, p. 114) возразил, что «это очень соблазнительно, но в поддержку этого исправления (…) невозможно привести ни одной рукописи. Кондла имел, как представляется, два прозвища: Rúad («Красный»), которое появляется во всех манускриптах и cam, правильнее camm («неправильный», «кривой»), которое (…) стоит в родительном падеже в заглавии, данном двумя рукописями» (Книга Бурой Коровы и манускрипт Британской библиотеки 5280).
Иронизируя над мнением оппонента, маститый профессор добавляет: «Г-н Фердинанд Лот, высокий, молодой и красивый, без удивления увидел бы юную прекрасную фею, влюбленной в него и притязающей его похитить: он полагал, что старички вроде г-на Виндиша и особенно редактора Revue Celtique были бы безумны, если бы надеялись на такую же удачу, и он не может видеть без негодования как эти два автора допускают, чтобы так повезло горбуну». Тем не менее, уже ученик Арбуа де Жюбенвиля А. А. Смирнов в своем переводе сказания заменил прилагательное «горбатый» на «прекрасный».

## Комментарии
1. ↑  Неустановленное место, вероятно располагалась неподалеку от Тары и Уснеха (Шабалов, с. 26)
2. ↑  Вероятно, речь идет о короле фоморов, ставшем божеством Иного Мира. О нем мало упоминаний в сказаниях; как и Мананнан, он связан с морем. При этом фоморы в ирландской традиции относились скорее к преисподней, тогда как народом сидов были племена богини Дану (Смирнов, с. 350, Oscamp, p. 214, Шабалов, с. 26)
3. ↑  «Мифическая тема саги искусственно приурочена к истории королей Конда и Арта, живших во II веке н. э. Последний христианский редактор или  
переписчик саги вложил в уста феи-сиды стихи, в которых она предсказывает, что скоро на смену религии  друидов придет новая вера. Эти стихи, искажающие смысл 
саги, мы опустили в переводе, отметив этот пропуск многоточием» (Смирнов, с. 228)